# Gyula Bárdos
Gyula Bárdos (ur. 15 marca 1958 w Bratysławie) – słowacki polityk i dziennikarz narodowości węgierskiej, parlamentarzysta, kandydat w wyborach prezydenckich.

## Życiorys
Ukończył studia filologiczne na Uniwersytecie Komeńskiego w Bratysławie. Pracował jako dziennikarz i wydawca w dziennikach i tygodnikach wydawanych w języku węgierskim. W latach 1992–1994 pełnił funkcję rzecznika prasowego Węgierskiego Ruchu Chrześcijańsko-Demokratycznego, współtworzącego później Partię Węgierskiej Koalicji (SMK). W 1994 po raz pierwszy uzyskał mandat posła do Rady Narodowej. Z powodzeniem ubiegał się o reelekcję w 1998, 2002 i 2006, zasiadając w słowackim parlamencie do 2010. Był m.in. przewodniczącym klubu poselskiego SMK, a po odejściu z parlamentu przewodniczącym rady politycznej swojej partii (2010–2012), pozostając następnie w jej zarządzie krajowym. W 2012 objął stanowisko prezesa węgierskiego towarzystwa kulturalnego Csemadok.
W 2014 kandydował bez powodzenia w wyborach na urząd prezydenta Słowacji. W pierwszej turze głosowania otrzymał 5,1% głosów, zajmując 5. miejsce wśród 14 kandydatów.